# Nsem
Nsem es una comuna camerunesa perteneciente al departamento de Haute-Sanaga de la región del Centro.
En 2005 tiene 6177 habitantes, de los que 873 viven en la capital comunal homónima.
Se ubica unos 200 km al noreste de Yaundé. Su territorio está delimitado al norte por el río Sanaga.

## Localidades
Comprende, además de Nsem, las siguientes localidades:
- Ambane
- Asseck
- Epeda I
- Epeda II
- Essong
- Mandjouck
- Mbong
- Mekone I
- Meyene
- Nyeng
- So'o Ndene